# Antártica Chilena
A Província da Antártida Chilena (ou Antártica Chilena) é uma província do sul do Chile, situada a sul da XII Região de Magalhães e Antártica, com uma área de 14 146 km² (considerando 1 250 000 km² do Território Antártico reivindicado pelo Chile somarão 1 261 146 km²) e  2262 habitantes. A capital é a cidade de Puerto Williams.

## Comunas pertencentes à província da Antártica Chilena
A província é formada pela comunas de:
- Cabo de Hornos, chamada Navarino desde o ano de 2004.
- Antártica, que compreende o Território Chileno Antártico.

A comuna de Navarino foi criada em 1927 e dependeu do Departamento de Terra do Fogo até 1975.

A comuna da Antártica foi criada em 1961 e dependia diretamente da cidade de Punta Arenas até 1975.
Em 4 de novembro de 1975 criou-se a Província de la Antártica Chilena com as comunas de Navarino e Antártica Chilena.

## Características Gerais

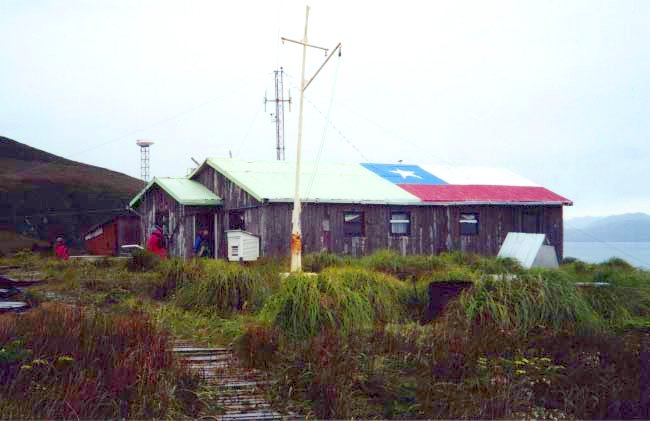
Edificio principal da estação chilena no Cabo Horn

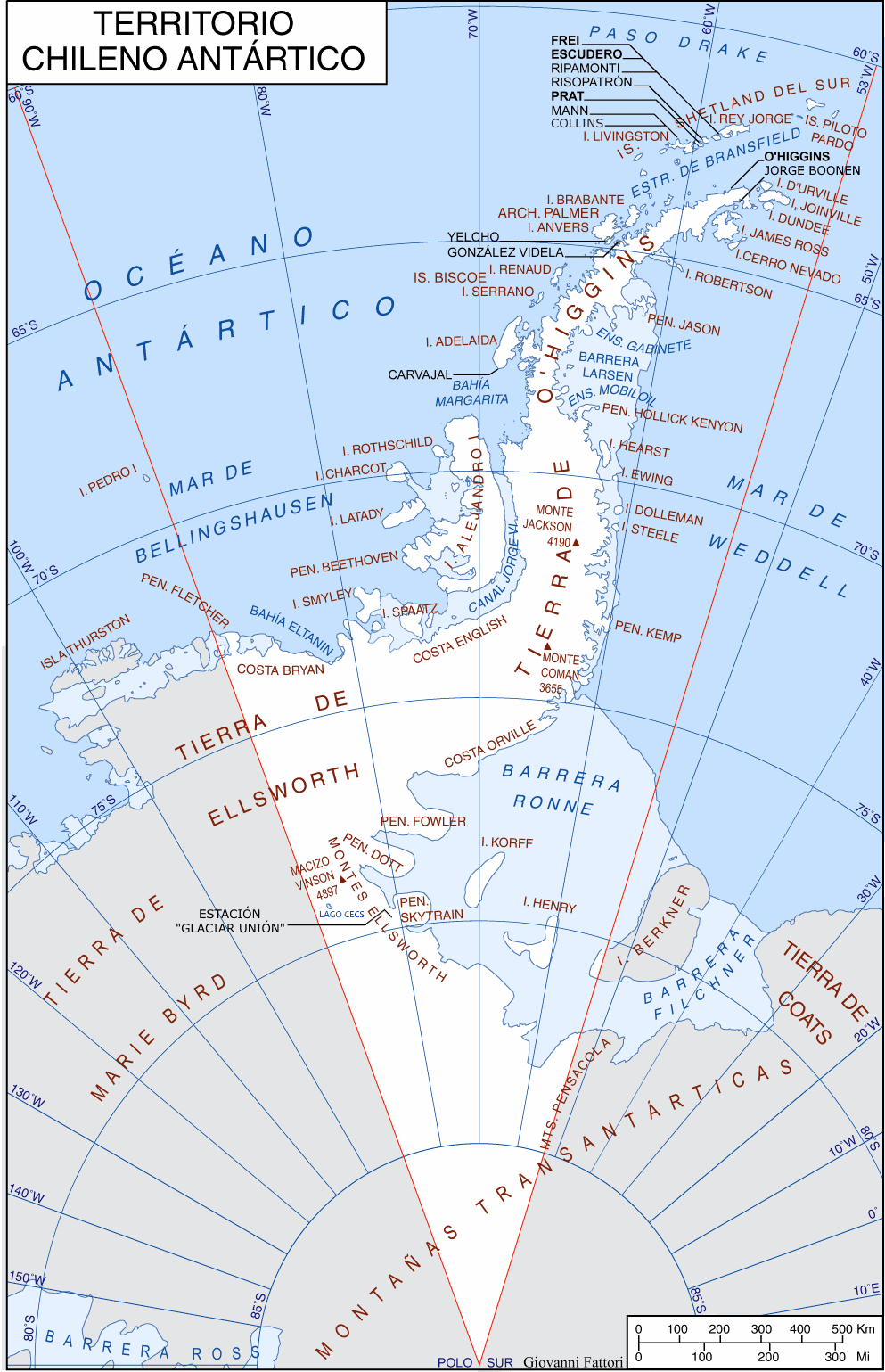
Território Antártico Chileno

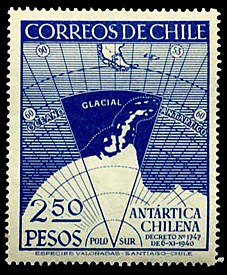
Selo chileno de 1947 mostrando o mapa da região reivindicada pelo país

Esta província ocupa parte da Antártica e a extremidade sul do continente Sul-americano.
Compreende a porção sudoeste da Grande Ilha da Terra do Fogo (Estancia Yendegahia) e e diversas outras ilhas ao sul, sendo as principais: Navarino, Hoste, Lennox, Picton, Nueva e numerosos arquipélagos, como as Ilhas Wollaston, com o Cabo Horn, e as mais austrais, as Ilhas Diego Ramírez.
O Chile mantem no continente branco uma vila de população civil: Villa Las Estrellas, quatro bases permanentes, um centro meteorológico (Eduardo Frei Montalva), centros de pesquisa que operam no verão.
As principais povoações da província, como Puerto Navarino, Puerto Williams, Caleta Eugenia e Puerto Toro, localizam-se na ilha Navarino na orla do Canal Beagle em frente à costa sul da Terra do Fogo.
A parte reclamada pelo Chile na Antártida (Território Chileno Antártico) compreende o Polo Sul, a Península Antártica (Terra de O'Higgins) e ilhas adjacentes:
- Ilhas Biscoe
- Ilhas Shetland do Sul
- Ilhas Piloto Pardo
- Ilha Rey Jorge
- Ilha D'Urville
- Ilha Joinville
- Ilha Dundee
- Ilha Livingston
- Ilha Brabante
- Arquipélago Palmer
- Ilha Anvers
- Ilha Renaud
- Ilha Robertson
- Ilha Serrano
- Ilha Adelaida
- Ilha Rothschild
- Ilha Hearst
- Ilha Ewing
- Ilha Dollemann
- Ilha Steele
- Ilha Charcot
- Ilha Latady
- Ilha Alexandre I
- Ilha Smyley
- Ilha Spaatz
- Ilha Korff
- Ilha Henry

Este território é de permanente interesse científico. O Tratado Antártico, que inclui 12 países, estabelece a utilização do território apenas para fins pacíficos, portanto exclui as experiências com armas nucleares e proíbe depósitos de material radioactivo.
O Chile mantém no continente austral uma povoação, Villa Las Estrellas, 4 bases permanentes, 1 centro meteorológico de primeira importância denominado Eduardo Frei Montalva, centros de investigação e diversos refúgios que operam no verão.